# Reggenbach (Isel)
Der Reggenbach ist ein Bach in der Gemeinde Prägraten am Großvenediger (Bezirk Lienz). Er entspringt an der Südseite des Maurerkamms (Venedigergruppe) und mündet im Bereich der Ochsnerhütte orographisch links in die Isel.

## Verlauf
Der Reggenbach entspringt in der Hohen Grube, die sich zwischen dem Schinagl, dem Steingrubenkogel, dem Quirl und der Ogasilspitze (von Südwesten nach Südosten) befindet. Im Bereich der Hohen Grube finden sich an den Abhängen der genannten Gipfel mehrere Quellbäche, die in kleinere Bergseen münden oder aus diesen Abfließen. Der nördlichste Quellbach des Reggenbach entspringt zwischen Steingrubenkogel und Quirl und fließt danach in südlicher Richtung ab. Nach der Vereinigung mit anderen Quellbächen stürzt der Reggenbach nach Süden ins Virgental, wobei er rechtsseitig einen weiteren Quellbach aufnimmt, der aus einem größeren Bergsee der Hohen Gruben abfließt und über einen Wasserfall stürzt. Westlich unterhalb der Ochsnerhütte mündet der Reggenbach linksseitig in die Isel.